# Adolf zu Bentheim-Tecklenburg-Rheda
Adolf Ludwig Albrecht Friedrich Prinz zu Bentheim-Tecklenburg-Rheda (* 7. Mai 1804 in Rheda; † 3. September 1874 in Rudolstadt) war ein preußischer Generalleutnant.

## Leben

### Herkunft
Adolf entstammte dem hochadeligen Haus Bentheim-Tecklenburg. Seine Eltern waren der regierende Fürst Emil Friedrich I. zu Bentheim-Tecklenburg (1765–1837) und Gräfin Luise zu Sayn-Wittgenstein-Hohenstein (1768–1828).
Die Prinzen respektive Fürsten Moritz Kasimir IV. zu Bentheim-Tecklenburg (1795–1872) und Franz zu Bentheim-Tecklenburg (1800–1885) waren seine älteren Brüder.

### Werdegang
Bentheim-Tecklenburg stand seit 1822 in hannoverschen Diensten. 1824 wurde er im Corps Guestphalia Heidelberg recipiert. 1827 erhielt er als Kapitän seinen Abschied. Zu Beginn des Jahres 1833 trat er als Premierleutnant in die preußische Armee ein und wurde dem 4. Kürassier-Regiment aggregiert. Seine Beförderung zum Rittmeister bei gleichzeitiger Aggregation  beim 5. Ulanen-Regiment erfolgte 1835. Nach fünf weiteren Jahren wurde er dem 11. Husaren-Regiment aggregiert und erhielt 1842 den Charakter als Major. Er wechselte 1845 mit seiner bisherigen Uniform zu den Offizieren à la suite der Armee. 1847 hat er den Charakter als Oberstleutnant erhalten.
Er wurde 1852 mit dem Großkreuz des sächsischen Falken-Orden geehrt. Es folgte 1853 der Charakter zum Oberst, 1858 der zum Generalmajor und schließlich 1861 der zum Generalleutnant. Bentheim-Tecklenburg war Ritter des Johanniterordens und hat 1867 das Großkreuz des Dannebrogorden erhalten.

### Familie
Er vermählte sich 1843 mit Anna Karoline Luise Adelheid Reuss-Schleiz-Gera (1822–1902), Tochter von Fürst Heinrich LXVII. Reuß und Prinzessin Adelheid Reuß zu Ebersdorf (1800–1880). Aus der Ehe sind sieben Kinder hervorgegangen.
1. Luise Adelheid Karoline Alexandrine Anna Maria Elisabeth Philippine zu Bentheim-Tecklenburg (1844–1922), ⚭ 1862 Prinz Georg von Schönburg-Waldenburg auf Hermsdorf (1828–1900)
2. Adolf Moritz Kasimir Emil Albert Ernst Heinrich Wilhelm Gustav zu Bentheim-Tecklenburg (1845–1870); * 14. Oktober 1845 in Rheda; 1869 Student der Kameralwissenschaft an der Universität Leipzig; nahm als Freiwilliger und Leutnant im 8. Jägerbataillon am Deutsch-Französischen Krieg teil, gefallen in der Schlacht bei Gravelotte am 18. August 1870.
3. Emil Moritz Kasimir Karl Franz Adolf Friedrich Wilhelm Heinrich Alexander Albrecht Leopold zu Bentheim-Tecklenburg (1846–1857)
4. Elisabeth Luise Karoline Adelheid Bertha Charlotte Agnes Augusta Theresia Amalia zu Bentheim-Tecklenburg (1848–1925)
5. Gustav Moritz Casimir Ludwig Adolf August Otto Arnold Georg Hermann Gumbrecht zu Bentheim-Tecklenburg (1849–1909), ⚭ 1888 Thekla Adelheid Julie Luise von Rothenberg (1862–1941)
6. Karl Moritz Kasimir Bernhard Franz Adolf Heinrich Georg Emil Ludwig Eugen Hermann zu Bentheim-Tecklenburg (1852–1939), ⚭ Margareta Karoline Elisabeth Reuß-Köstritz (1864–1952)
7. Marie Friederike Luise Henriette Adelheid Mathilde Karoline Agnes Eugenia Philippina Anna Theresia zu Bentheim-Tecklenburg (1857–1939), ⚭ Graf Franz Arthur Ludwig Adalbert zu Erbach-Erbach (1849–1908).